# Wisła Kraków w sezonie 2005/2006 (piłka nożna)
Sezon 2005/2006 był dla Wisły Kraków 10. sezonem z rzędu, a 66. w całej historii klubu, w najwyższej klasie rozgrywkowej w polskim systemie ligowym w piłce nożnej. Zespół rozpoczął przedsezonowe treningi 1 lipca, a zajęcia przygotowawcze odbywały się w Ośrodku Przygotowań Olimpijskich w Zakopanem i na zgrupowaniu w Austrii. W przerwie zimowej obozy szkoleniowe przeprowadzono w Turcji i na Cyprze. Pierwszym spotkaniem, które rozegrała drużyna, był sparing 8 lipca z reprezentacją Podhala. Krakowski klub rozpoczął sezon ligowy 26 lipca meczem na wyjeździe z Górnikiem Łęczna. Z Pucharu Polski odpadł w 1/8 finału po porażce z Zagłębiem Lubin. Wisła wystartowała w kwalifikacjach do Ligi Mistrzów od 3. rundy, gdzie przegrała w rewanżu po dogrywce z Panathinaikosem Ateny. Występy w europejskich pucharach krakowski klub zakończył pod koniec września 2005 roku po porażkach z Vitórią Guimarães podczas 1. rundy zasadniczej Pucharu UEFA. Po 30. kolejkach ligowych rozgrywek Wisła zdobyła wicemistrzostwo Polski i zapewniła sobie udział w 2. rundzie kwalifikacyjnej Pucharu UEFA 2006/2007.

## Działalność klubu

### Przed sezonem
W lutym dyrektor sportowy, Grzegorz Mielcarski, osiągnął porozumienie z Jeanem Paulistą, który po wygaśnięciu kontraktu w Maia przeniósł się latem do krakowskiego klubu. W następnym miesiącu zawarto umowę transferową z Polonią Warszawa dotyczącą Konrada Gołosia. Obaj zawodnicy uczestniczyli w ligowych rozgrywkach swoich klubów do końca sezonu 2004/2005.
W letnim oknie transferowym na zasadzie transferu definitywnego odszedł z zespołu Maciej Żurawski. Napastnik został najdrożej sprzedanym piłkarzem przez polski klub w dotychczasowej historii. Na dzień przed wygaśnięciem okresu transferowego krakowski klub dysponował ofertami z dwóch hiszpańskich klubów za Tomasza Frankowskiego. Na życzenie piłkarza Bogusław Cupiał zdecydował się na transfer do Elche. Zawodnik dopłacił umówioną kwotę z własnego kontraktu do całości odstępnego. Przedstawiciele Levante zgłosili protest do Hiszpańskiego Związku Piłki Nożnej.
W drugim tygodniu czerwca sąd polubowny przy FIFA uznał, że nie jest organem właściwym, by rozstrzygnąć spór Henryka Kasperczaka z Wisłą. Polski Związek Piłki Nożnej podtrzymał swoją decyzję ze stycznia, że miesięczne raty kontraktowe  nie łamały warunków umowy po zawieszeniu w obowiązkach szkoleniowca w grudniu 2004 roku. 
14 czerwca przedstawiciele pierwszoligowych klubów piłkarskich powołali spółkę akcyjną Ekstraklasy, która w porozumieniu z PZPN przejęła zarządzanie rozgrywkami pierwszej ligi od najbliższego sezonu. W skład siedmioosobowej rady nadzorczej wszedł Hubert Praski, przewodniczący rady nadzorczej Wisły.
Z końcem czerwca ze sponsorowania krakowskiego klubu wycofała się Idea. Partnerem strategicznym na kolejny sezon została Kompania Piwowarska, która wykupiła prawo do zamieszczenia swojego logo na koszulkach zawodników i tytuł sponsora głównego.

### Runda jesienna
Przed meczem 6. kolejki w stroju Wiślackiego Smoka, maskotki klubowej, zadebiutował Stanisław Sękiewicz, zastępując zmarłego w maju Tadeusza Kusia, który wcielał się w rolę od lat 90.
We wrześniu Nikoli Mijailoviciowi postawiono zarzut pobicia, do którego miało dojść w Krakowie pół roku wcześniej. 28 listopada prokuratura rejonowa dla Krakowa Krowodrzy przedstawiła zawodnikowi zarzuty umyślnego naruszenia zasad bezpieczeństwa ruchu drogowego, naruszenia nietykalności funkcjonariuszy policji i zmuszania funkcjonariuszy do zaniechania wykonania czynności służbowych. Klub skierował w grudniu do PZPN wniosek o rozwiązanie kontraktu z powodu naruszenia przez piłkarza podstawowych obowiązków zawodniczych. W nowym roku serbski pomocnik wrócił do szerokiego składu.
16 grudnia do polskich pierwszoligowych klubów rozesłano listę dziesięciu nazwisk zawodników, którzy w zimowym oknie transferowym mogli zmienić klub. Wśród nich byli Adam Piekutowski, Michał Wróbel, Jacek Paszulewicz, Jacek Kowalczyk, Marek Penksa, Paweł Kryszałowicz, André Barreto, Nikola Mijailović, Tomasz Kłos i Piotr Brożek.

### Przerwa zimowa
Piłkarska spółka Wisły zamknęła 2005 rok zyskiem w wysokości 6 000 000 złotych. Według bilansu przeprowadzonego przez audytorów Ernst & Young przychody klubu wyniosły 52 000 000 złotych, a koszty działalności 46 000 0000 złotych.
5 stycznia roku zakończono brakiem porozumienia negocjacje z menedżerem reprezentującym piłkarzy Pogoni Szczecin, Rafała Grzelaka i Przemysława Kaźmierczaka. Umowa transferowa, podpisana ostatniego dnia grudnia, miała obowiązywać od nowego roku po ustaleniu kontraktów indywidualnych zawodników. W następnym tygodniu krakowski klub odrzucił oficjalną ofertę transferową od Southampton dotyczącą Radosława Sobolewskiego.
Od 16 stycznia do 29 stycznia zawodnicy Wisły przygotowywali się do rundy wiosennej w ośrodku Silence Beach Resort położonym w Manavgat. Podczas obozu w Antalyi zagrali w pięciu grach kontrolnych z drużynami niemieckimi, szwajcarskimi i klubem z Austrii. Za niestawienie się w wyznaczonym terminie po przerwie świąteczno-noworocznej od składu pierwszej drużyny został odsunięty André Barreto. Drugie zgrupowanie podczas zimowych przygotowań odbyło się w dniach 6-19 lutego w Pafos, gdzie 21 zawodników zakwaterowano w hotelu Louis Imperial. Na Cyprze krakowski zespół rozegrał 5 spotkań towarzyskich z zespołami rumuńskimi, serbskim i reprezentacją Kuwejtu.
W ostatnim tygodniu lutego przedstawiciele Dynama Bukareszt definitywnie odmówiły transferu Stefana Grigorie i George’a Galamaza, mimo zawarcia wstępnych, ustnych porozumień.

### Runda wiosenna
Po derbach Krakowa w 19. kolejce ligowej Wisła skierowała oficjalny protest do PZPN i Ekstraklasy w związku z wydarzeniami na stadionie Cracovii. W następnej kolejce na znak protestu piłkarze Wisły wyszli w czarnych opaskach na ramieniu.
W marcu z inicjatywy prezesa piłkarskiej spółki, Ludwika Miętty-Mikołajewicza powstała Społeczna Rada Przyjaciół Piłki Nożnej Wisły Kraków. W skład osiemnastosobowej rady weszli artyści, naukowcy i znane postaci krakowskiego życia publicznego. Pierwszym przewodniczącym został Jerzy Adamik.
Po przedostatniej kolejce ligowej Komisja Ligi nałożyła na Wisłę zakaz rozegrania czterech spotkań na własnym stadionie z udziałem publiczności oraz karę 70 000 złotych za nieuprawnioną obecność kibiców na płycie boiska po zakończeniu spotkania z Arką Gdynia.

## Stadion

### Runda jesienna
Na początku sierpnia oddano do użytku trybunę południową, której budowa trwała od listopada 2004 roku. Pieniądze na realizację inwestycji pochodziły z miejskiego budżetu i Polskiej Konfederacji Sportu, a łączny koszt oszacowano na 35 000 000 złotych. Sprzedaż biletów na nowe miejsca rozpoczęto po raz pierwszy przed meczem III rundy kwalifikacyjnej do Ligi Mistrzów z Panathinaikosem Ateny. Prace związane z wykończeniem i oddaniem do użytku zaplecza klubowego znajdującego się w nowo powstałej trybunie południowej zakończono w czerwcu 2006 roku.

### Przerwa zimowa
26 stycznia podpisano porozumienie z dotychczasowym wykonawcą robót budowlanych, przedsiębiorstwem Budimex-Dromex, które zostało odpowiedzialne za wybudowanie trybuny północnej od ulicy Reymonta oraz budynku medialnego. Przygotowania do prac rozpoczęto 30 stycznia, a pierwszym etapem była rozbiórka istniejącego zadaszonego obiektu. Stalowa trybuna, która od dwóch sezonów stanowiła sektor D, została ostatecznie zdemontowana 10 lutego. Wykonanie wykopu pod fundamenty trwało do końca miesiąca.
W lutym Jacek Majchrowski wydał decyzję zezwalającą na organizację imprez sportowych na stadionie pod warunkiem zakazu uczestnictwa kibiców przyjezdnych. Zakaz został wprowadzony ze względu na trwającą modernizację stadionu i opinię krakowskiej policji. 1 marca decyzja została potwierdzona przez Urząd wojewódzki w Krakowie. Polski Związek Piłki Nożnej zaskarżył decyzję Prezydenta Miasta. W kwietniu samorządowe kolegium odwoławcze stwierdziło nieważność zakazu.

### Runda wiosenna
W marcu wyburzono północną kolumnadę stadionu, obecną od lat 50. XX wieku, z powodu umiejscowienia nowej trybuny. Wbijanie w grunt pali pionowych dla osadzenia fundamentów zaplanowanego obiektu rozpoczęto w drugim tygodniu miesiąca. Pod koniec kwietnia rozpoczęło się zbrojenie podstaw, na których oparto całą konstrukcję trybuny. Oddanie do użytku jednopoziomowej widowni zaplanowano na czerwiec 2007 roku.

## Orange Ekstraklasa
Początkowo rozgrywki nosiły nazwę Idea Ekstraklasa – od 7. kolejki (od 16 września) liga nosiła nazwę Orange Ekstraklasa w związku z rebrandingiem głównego sponsora.
Ze względu na rozgrywane od 9 czerwca 2006 w Niemczech XVIII Mistrzostwa Świata w piłce nożnej, w tym sezonie zaistniała konieczność wcześniejszego niż normalnie zakończenia rozgrywek ligowych. W związku z tym w 2005 roku rozegrano 17 kolejek spotkań – 15 rundy jesiennej i 2 rundy wiosennej.

### Tabela
| Lp. | Drużyna            | M  | Z  | R  | P | Bramki | Bramki | Różn. | Pkt | Uwagi                                        | Bezpośrednio                          |
| --- | ------------------ | -- | -- | -- | - | ------ | ------ | ----- | --- | -------------------------------------------- | ------------------------------------- |
| 1   | Legia Warszawa (M) | 30 | 20 | 6  | 4 | 47     | 17     | +30   | 66  | Liga Mistrzów UEFA • II runda kwalifikacyjna |                                       |
| 2   | Wisła Kraków       | 30 | 19 | 7  | 4 | 50     | 20     | +30   | 64  | Puchar UEFA • II runda kwalifikacyjna        |                                       |
| 3   | Zagłębie Lubin     | 30 | 14 | 7  | 9 | 45     | 32     | +13   | 49  | Puchar UEFA • I runda kwalifikacyjna         | ZLU 3pkt 1 0 1 3-3 AMI 3pkt 1 0 1 3-3 |
| 4   | Amica Wronki1      | 30 | 14 | 7  | 9 | 50     | 28     | +22   | 49  | Drużyna rozwiązana                           | ZLU 3pkt 1 0 1 3-3 AMI 3pkt 1 0 1 3-3 |
| 5   | Korona Kielce      | 30 | 12 | 11 | 7 | 46     | 33     | +13   | 47  |                                              |                                       |

### Wyniki spotkań
| Mecz           | Data            | Godz. | Stadion               | Przeciwnik       | Wynik | Punkty | Strzelcy                                |
| -------------- | --------------- | ----- | --------------------- | ---------------- | ----- | ------ | --------------------------------------- |
| Runda jesienna |                 |       |                       |                  |       |        |                                         |
| 1              | 26 lipca        | 20:00 | Łęczna                | Górnik Łęczna    | 1:1   | 1      | Uche                                    |
| 2              | 30 lipca        | 19:00 | Kraków                | GKS Bełchatów    | 3:0   | 4      | Paweł Brożek (2), Frankowski            |
| 3              | 5 sierpnia      | 20:00 | Grodzisk Wielkopolski | Dyskobolia       | 4:2   | 7      | Paweł Brożek, Frankowski (2), Zieńczuk  |
| 4              | 22 listopada    | 18:30 | Kraków                | Cracovia         | 3:0   | 10     | Stolarczyk, Kuźba, Dudka                |
| 5              | 27 sierpnia     | 18:15 | Wodzisław Śląski      | Odra Wodzisław   | 1:1   | 11     | Frankowski                              |
| 6              | 10 września     | 18:15 | Kraków                | Pogoń Szczecin   | 2:1   | 14     | Zieńczuk (2)                            |
| 7              | 18 września     | 17:00 | Warszawa              | Polonia Warszawa | 1:0   | 17     | Penksa                                  |
| 8              | 24 września     | 20:00 | Kraków                | Lech Poznań      | 5:1   | 20     | Paweł Brożek (3), Zieńczuk, Iwan (sam.) |
| 9              | 2 października  | 19:15 | Płock                 | Wisła Płock      | 2:1   | 23     | Zieńczuk, Kuźba                         |
| 10             | 16 października | 17:00 | Lubin                 | Zagłębie Lubin   | 1:2   | 23     | Zieńczuk                                |
| 11             | 23 października | 14:30 | Kraków                | Korona Kielce    | 2:2   | 24     | Paweł Brożek, Kuźba                     |
| 12             | 30 października | 17:00 | Kraków                | Amica Wronki     | 0:0   | 25     | –                                       |
| 13             | 5 listopada     | 18:00 | Zabrze                | Górnik Zabrze    | 1:0   | 28     | Sobolewski                              |
| 14             | 19 listopada    | 18:15 | Gdynia                | Arka Gdynia      | 0:1   | 28     | –                                       |
| 15             | 27 listopada    | 18:15 | Kraków                | Legia Warszawa   | 0:0   | 29     | –                                       |
| Runda wiosenna |                 |       |                       |                  |       |        |                                         |
| 16             | 3 grudnia       | 16:00 | Kraków                | Górnik Łęczna    | 1:0   | 32     | Sobolewski                              |
| 17             | 11 grudnia      | 14:30 | Bełchatów             | GKS Bełchatów    | 0:0   | 33     | –                                       |
| 18             | 3 marca         | 18:00 | Kraków                | Dyskobolia       | 2:1   | 36     | Kryszałowicz                            |
| 19             | 12 marca        | 14:30 | Kraków                | Cracovia         | 1:1   | 37     | Kłos                                    |
| 20             | 19 marca        | 17:00 | Kraków                | Odra Wodzisław   | 1:0   | 40     | Paweł Brożek                            |
| 21             | 24 marca        | 20:00 | Szczecin              | Pogoń Szczecin   | 2:1   | 43     | Sobolewski, Baszczyński                 |
| 22             | 1 kwietnia      | 16:00 | Kraków                | Polonia Warszawa | 2:0   | 46     | Piotr Brożek, Paweł Brożek              |
| 23             | 8 kwietnia      | 20:00 | Poznań                | Lech Poznań      | 1:2   | 46     | Kłos                                    |
| 24             | 11 kwietnia     | 18:30 | Kraków                | Wisła Płock      | 4:0   | 49     | Kryszałowicz (2), Paweł Brożek, Gołoś   |
| 25             | 15 kwietnia     | 16:00 | Lubin                 | Zagłębie Lubin   | 2:0   | 52     | Paweł Brożek, Baszczyński               |
| 26             | 21 kwietnia     | 20:00 | Kielce                | Korona Kielce    | 0:1   | 52     | –                                       |
| 27             | 28 kwietnia     | 20:00 | Wronki                | Amica Wronki     | 1:0   | 55     | Paweł Brożek                            |
| 28             | 6 maja          | 17:30 | Kraków                | Górnik Zabrze    | 2:0   | 58     | Zieńczuk, Paulista                      |
| 29             | 10 maja         | 18:00 | Kraków                | Arka Gdynia      | 3:1   | 61     | Penksa, Paulista, Zieńczuk              |
| 30             | 13 maja         | 20:30 | Warszawa              | Legia Warszawa   | 2:1   | 64     | Paweł Brożek, Penksa                    |

Ostatnia aktualizacja: 30. kolejka
1. ↑  Mecz przeniesiony z powodu występu Wisły w III rundzie kwalifikacyjnej Ligi Mistrzów.

    zwycięstwo     remis     porażka

### Kolejka po kolejce
| 1 | 2 | 3 | 4 | 5 | 6 | 7 | 8 | 9 | 10 | 11 | 12 | 13 | 14 | 15 | 16 | 17 | 18 | 19 | 20 | 21 | 22 | 23 | 24 | 25 | 26 | 27 | 28 | 29 | 30 |
| - | - | - | - | - | - | - | - | - | -- | -- | -- | -- | -- | -- | -- | -- | -- | -- | -- | -- | -- | -- | -- | -- | -- | -- | -- | -- | -- |
| 5 | 1 | 1 | 1 | 1 | 1 | 1 | 1 | 1 | 1  | 1  | 1  | 1  | 1  | 1  | 1  | 1  | 2  | 2  | 2  | 2  | 2  | 2  | 2  | 2  | 2  | 2  | 2  | 2  | 2  |

    II runda kwalifikacyjna Ligi Mistrzów     II runda kwalifikacyjna Pucharu UEFA

## Puchar Polski
Jako drużyna występująca w sezonie 2004/2005 w rozgrywkach Idea Ekstraklasy, Wisła Kraków rozpoczęła rozgrywki Pucharu od 1/16 finału.
| Faza | Data            | Godz. | Stadion | Przeciwnik     | Wynik | Strzelcy                          |
| ---- | --------------- | ----- | ------- | -------------- | ----- | --------------------------------- |
| 1/16 | 21 września     | 15:30 | Gorzyce | Tłoki Gorzyce  | 3:0   | Penksa, Paweł Brożek, Kuźba       |
| 1/16 | 26 października | 16:00 | Kraków  | Tłoki Gorzyce  | 3:0   | Paweł Brożek, Paulista, Kowalczyk |
| 1/8  | 8 listopada     | 20:00 | Lubin   | Zagłębie Lubin | 1:1   | Kuźba                             |
| 1/8  | 30 listopada    | 18:00 | Kraków  | Zagłębie Lubin | 0:1   | -                                 |

Ostatnia aktualizacja: 30 listopada 2005
    zwycięstwo     remis     porażka

## Liga Mistrzów UEFA
Jako mistrz w sezonie 2004/2005 w rozgrywkach Idea Ekstraklasy, Wisła Kraków rozpoczęła eliminacje od III rundy kwalifikacyjnej bez rozstawienia.
| Faza             | Data        | Godz. | Stadion | Przeciwnik          | Wynik            | Strzelcy                       |
| ---------------- | ----------- | ----- | ------- | ------------------- | ---------------- | ------------------------------ |
| III runda el. LM | 9 sierpnia  | 20:45 | Kraków  | Panathinaikos Ateny | 3:1              | Paweł Brożek, Uche, Frankowski |
| III runda el. LM | 23 sierpnia | 20:45 | Ateny   | Panathinaikos Ateny | 1:4, po dogrywce | Sobolewski                     |

Ostatnia aktualizacja: 23 sierpnia 2005
    zwycięstwo     remis     porażka

## Puchar UEFA
Jako zespół, który odpadł w rozgrywkach III rundy kwalifikacyjnej Ligi Mistrzów, Wisła Kraków rozpoczęła eliminacje od I rundy zasadniczej.
| Faza              | Data        | Godz. | Stadion   | Przeciwnik        | Wynik | Strzelcy |
| ----------------- | ----------- | ----- | --------- | ----------------- | ----- | -------- |
| I runda el. PUEFA | 15 września | 21:30 | Guimarães | Vitória Guimarães | 0:3   | -        |
| I runda el. PUEFA | 29 września | 20:30 | Kraków    | Vitória Guimarães | 0:1   | -        |

Ostatnia aktualizacja: 29 września 2005
    zwycięstwo     remis     porażka

## Mecze towarzyskie
| Data                                | Przeciwnik            | Miejsce   | Wynik | Strzelcy                                                            |
| ----------------------------------- | --------------------- | --------- | ----- | ------------------------------------------------------------------- |
| Rozegrane w przerwie letniej        |                       |           |       |                                                                     |
| 8 lipca                             | Reprezentacja Podhala | Maniowy   | 4:1   | Frankowski (2), Uche, Piotr Brożek                                  |
| 11 lipca                            | Wacker II Burghausen  | Obertraun | 6:0   | Kłos, Zieńczuk (2), Uche (2), Frankowski                            |
| 13 lipca                            | Steaua Bukareszt      | Kaprun    | 1:2   | Frankowski                                                          |
| 16 lipca                            | Wacker Burghausen     | Eugendorf | 2:1   | Zieńczuk, Dawidowski                                                |
| 20 lipca                            | Marila Příbram        | Obertraun | 2:2   | Zieńczuk, Penner (sam.)                                             |
| Rozegrane w trakcie rundy jesiennej |                       |           |       |                                                                     |
| 16 listopada                        | Wisła II Kraków       | Kraków    | 2:1   | Kuźba, Dawidowski                                                   |
| Rozegrane w przerwie zimowej        |                       |           |       |                                                                     |
| 18 stycznia                         | Rot-Weiss Oberhausen  | Manavgat  | 1:0   | Dawidowski                                                          |
| 21 stycznia                         | Hamburger II SV       | Manavgat  | 1:1   | Dawidowski                                                          |
| 25 stycznia                         | FC Aarau              | Manavgat  | 0:2   | -                                                                   |
| 27 stycznia                         | Rheindorf Altach      | Manavgat  | 3:0   | Błaszczykowski, Piotr Brożek, Kryszałowicz                          |
| 28 stycznia                         | FC Wil                | Manavgat  | 3:0   | Stolarczyk, Cantoro, Baszczyński                                    |
| 8 lutego                            | FK Crvena zvezda      | Larnaka   | 2:1   | Zieńczuk, Błaszczykowski                                            |
| 11 lutego                           | Farul Konstanca       | Pafos     | 0:1   | Stolarczyk (sam.)                                                   |
| 15 lutego                           | Politehnica Timișoara | Larnaka   | 0:0   | -                                                                   |
| 17 lutego                           | Kuwejt                | Larnaka   | 0:1   | -                                                                   |
| 18 lutego                           | CFR Cluj              | Larnaka   | 1:1   | Dawidowski                                                          |
| 25 lutego                           | GKS Bełchatów         | Kraków    | 2:0   | Paweł Brożek (2)                                                    |
| Rozegrane w trakcie rundy wiosennej |                       |           |       |                                                                     |
| 8 marca                             | Wisła II Kraków       | Kraków    | 6:0   | Paulista, Sobolewski, Paweł Brożek, Piotr Brożek, Dawidowski, Kuźba |

1. ↑  Wewnętrzny mecz kontrolny.

Ostatnia aktualizacja: 21 marca 2019
    zwycięstwo     remis     porażka

## Zawodnicy
Marcin Baszczyński przeciwko Górnikowi Łęczna w 16. kolejce zagrał 250. spotkanie na szczeblu najwyższej klasy rozgrywkowej polskiego systemu ligowego. 

### Skład
| Numer                  | Zawodnik             | Data urodzenia      | W klubie od | Poprzedni klub      | Ekstraklasa | Ekstraklasa | Puchar Polski | Puchar Polski | Liga Mistrzów | Liga Mistrzów | Puchar UEFA | Puchar UEFA | RAZEM | RAZEM |                 |                 |
| Numer                  | Zawodnik             | Data urodzenia      | W klubie od | Poprzedni klub      |             |             |               |               |               |               |             |             |       |       | EKS/PP/LM/PUEFA | EKS/PP/LM/PUEFA |
| ---------------------- | -------------------- | ------------------- | ----------- | ------------------- | ----------- | ----------- | ------------- | ------------- | ------------- | ------------- | ----------- | ----------- | ----- | ----- | --------------- | --------------- |
| Bramkarze              |                      |                     |             |                     |             |             |               |               |               |               |             |             |       |       |                 |                 |
| 12                     | Marcin Juszczyk      | 23 stycznia 1985    | 2004        | Górnik Wieliczka    | 0           | 0           | 1             | 0             | 0             | 0             | 0           | 0           | 1     | 0     | 0               | 0               |
| 33                     | Radosław Majdan      | 10 maja 1972        | 2004        | FC Aszdod           | 26          | 0           | 2             | 0             | 2             | 0             | 2           | 0           | 32    | 0     | 1/0/1/0         | 0               |
| 1                      | Mariusz Pawełek      | 17 marca 1981       | 2006        | Odra Wodzisław      | 4           | 0           | 0             | 0             | 0             | 0             | 0           | 0           | 4     | 0     | 0               | 0               |
| 25                     | Adam Piekutowski     | 31 sierpnia 1974    | 2001        | Aluminium Konin     | 0           | 0           | 1             | 0             | 0             | 0             | 0           | 0           | 1     | 0     | 0               | 0               |
|                        | Michał Wróbel        | 27 kwietnia 1980    | 2003        | Górnik Zabrze       | 0           | 0           | 0             | 0             | 0             | 0             | 0           | 0           | 0     | 0     | 0               | 0               |
| Obrońcy                |                      |                     |             |                     |             |             |               |               |               |               |             |             |       |       |                 |                 |
| 4                      | Marcin Baszczyński   | 7 czerwca 1977      | 2000        | Ruch Chorzów        | 27 (1)      | 2           | 2             | 0             | 1             | 0             | 2           | 0           | 35    | 2     | 5/1/0/1         | 0               |
| 6                      | Arkadiusz Głowacki   | 13 marca 1979       | 2000        | Lech Poznań         | 11 (1)      | 0           | 3             | 0             | 2             | 0             | 2           | 0           | 19    | 0     | 2/0/0/0         | 0               |
| 8                      | Paweł Kaczorowski    | 22 marca 1974       | 2006        | Legia Warszawa      | 0           | 0           | 0             | 0             | 0             | 0             | 0           | 0           | 0     | 0     | 0               | 0               |
| 30                     | Tomasz Kłos          | 7 marca 1973        | 2004        | FC Köln             | 29          | 2           | 1 (1)         | 0             | 2             | 0             | 1           | 0           | 34    | 2     | 2/0/0/0         | 0               |
| 13                     | Adam Kokoszka        | 6 października 1986 | 2005        | Wisła Kraków U-19   | 0           | 0           | 0             | 0             | 0             | 0             | 0           | 0           | 0     | 0     | 0               | 0               |
| 8                      | Jacek Kowalczyk      | 12 sierpnia 1981    | 2004        | GKS Katowice        | 2           | 0           | 2             | 1             | 0             | 0             | 0           | 0           | 4     | 1     | 1/0/0/0         | 0               |
| 10                     | Nikola Mijailović    | 15 lutego 1982      | 2004        | Železnik Belgrad    | 8 (3)       | 0           | 0             | 0             | 0             | 0             | 0           | 0           | 11    | 0     | 2/0/0/0         | 0               |
| 19                     | Jacek Paszulewicz    | 15 stycznia 1977    | 2002        | Widzew Łódź         | 0           | 0           | 0             | 0             | 0             | 0             | 0           | 0           | 0     | 0     | 0               | 0               |
| 3                      | Maciej Stolarczyk    | 15 stycznia 1972    | 2002        | Pogoń Szczecin      | 15 (1)      | 1           | 4             | 0             | (1)           | 0             | 1 (1)       | 0           | 23    | 1     | 5/2/0/0         | 0               |
| Pomocnicy              |                      |                     |             |                     |             |             |               |               |               |               |             |             |       |       |                 |                 |
| 14                     | André Barreto        | 6 sierpnia 1979     | 2005        | Boavista            | 2 (4)       | 0           | 2             | 0             | 0             | 0             | (1)         | 0           | 9     | 0     | 0/0/0/1         | 0               |
| 16                     | Jakub Błaszczykowski | 14 grudnia 1985     | 2005        | Stradom Częstochowa | 16 (1)      | 0           | 1 (1)         | 0             | 1             | 0             | 0           | 0           | 20    | 0     | 2/0/1/0         | 0               |
| 22                     | Piotr Brożek         | 21 kwietnia 1983    | 2001        | Wisła II Kraków     | 7 (11)      | 1           | 2             | 0             | 0             | 0             | 0           | 0           | 20    | 0     | 5/1/0/0         | 0               |
| 77                     | Jacob Burns          | 21 kwietnia 1978    | 2006        | Barnsley            | 7 (1)       | 0           | 0             | 0             | 0             | 0             | 0           | 0           | 8     | 0     | 1/0/0/0         | 0               |
| 20                     | Mauro Cantoro        | 1 września 1976     | 2001        | Ascoli              | 16 (3)      | 0           | 2             | 0             | 2             | 0             | 2           | 0           | 25    | 0     | 4/0/0/0         | 0               |
| 17                     | Dariusz Dudka        | 9 grudnia 1983      | 2005        | Amica Wronki        | 29          | 1           | 4             | 0             | 2             | 0             | 2           | 0           | 37    | 0     | 3/1/0/0         | 0               |
| 26                     | Martins Ekwueme      | 2 października 1985 | 2003        | Delta Warszawa      | 0           | 0           | (1)           | 0             | 0             | 0             | 0           | 0           | 1     | 0     | 0               | 0               |
| 15                     | Konrad Gołoś         | 2 października 1985 | 2005        | Polonia Warszawa    | 7 (11)      | 1           | 3 (1)         | 0             | 0             | 0             | 1           | 0           | 23    | 0     | 4/0/0/0         | 0               |
| 5                      | Jean Paulista        | 28 listopada 1977   | 2005        | Maia                | 8 (11)      | 2           | 1 (2)         | 0             | (2)           | 0             | 1 (1)       | 0           | 26    | 0     | 0               | 0               |
| 99                     | Marek Penksa         | 4 sierpnia 1973     | 2005        | Ferencváros         | 5 (14)      | 3           | 4             | 1             | (2)           | 0             | 1 (1)       | 0           | 27    | 0     | 2/0/1/0         | 0               |
| 7                      | Radosław Sobolewski  | 13 grudnia 1976     | 2004        | Dyskobolia          | 25 (2)      | 3           | 1 (1)         | 0             | 2             | 1             | 1           | 0           | 32    | 0     | 4/0/3/0         | 2/0/1/0         |
| 10                     | Kalu Uche            | 15 listopada 1982   | 2001        | RCD II Espanyol     | 3 (1)       | 1           | 0             | 0             | 2             | 1             | 0           | 0           | 6     | 2     | 0               | 0               |
| 26                     | Norbert Varga        | 26 marca 1980       | 2006        | Studențesc          | (2)         | 0           | 0             | 0             | 0             | 0             | 0           | 0           | 2     | 0     | 1/0/0/0         | 0               |
| 17                     | Marek Zieńczuk       | 24 września 1978    | 2004        | Amica Wronki        | 25 (2)      | 8           | 2             | 0             | 2             | 0             | 2           | 0           | 33    | 8     | 6/0/0/0         | 0               |
| Napastnicy             |                      |                     |             |                     |             |             |               |               |               |               |             |             |       |       |                 |                 |
| 36                     | Rafał Boguski        | 9 czerwca 1984      | 2006        | ŁKS Łomża           | (2)         | 0           | 0             | 0             | 0             | 0             | 0           | 0           | 2     | 0     | 0               | 0               |
| 23                     | Paweł Brożek         | 21 kwietnia 1983    | 2001        | Wisła II Kraków     | 27 (3)      | 13          | 1 (3)         | 2             | 2             | 1             | 2           | 0           | 38    | 16    | 3/0/0/0         | 0               |
| 11                     | Tomasz Dawidowski    | 4 lutego 1978       | 2004        | Amica Wronki        | (6)         | 0           | 0             | 0             | 0             | 0             | 0           | 0           | 6     | 0     | 0               | 0               |
| 21                     | Tomasz Frankowski    | 16 sierpnia 1974    | 1998        | FC Martigues        | 4           | 4           | 0             | 0             | 2             | 1             | 0           | 0           | 6     | 6     | 0/0/1/0         | 0               |
| 14                     | Paweł Kryszałowicz   | 23 czerwca 1974     | 2005        | Amica Wronki        | 15 (4)      | 4           | 1 (1)         | 1             | 0             | 0             | 2           | 0           | 23    | 4     | 4/0/0/0         | 0               |
| 31                     | Marcin Kuźba         | 15 kwietnia 1977    | 2004        | Olympiakos Pireus   | 10 (4)      | 3           | 3             | 2             | (1)           | 0             | (2)         | 0           | 20    | 5     | 2/1/0/0         | 0               |
| Stan na: 13 maja 2006. |                      |                     |             |                     |             |             |               |               |               |               |             |             |       |       |                 |                 |

W nawiasach wprowadzenia na boisko.
    odejścia ze składu     przyjścia do składu
1. ↑  od stycznia 2006.
2. ↑  do 13 stycznia 2006.
3. ↑  od grudnia 2005.
4. ↑  do 9 lutego 2006.
5. ↑  do 30 stycznia 2006.
6. ↑  od 28 lutego 2006.
7. ↑  od 29 lipca 2005.
8. ↑  do 20 stycznia 2006.
9. ↑  do 30 sierpnia 2005.
10. ↑  od 10 lutego 2006.
11. ↑  od 17 sierpnia 2005.
12. ↑  do 28 sierpnia 2005.
13. ↑  od 30 sierpnia.

### Transfery

#### Przyszli
| Poz            | Nazwisko           | Poprzedni klub   | Typ                   | Data transferu   | Kwota transferu | Źródło |
| -------------- | ------------------ | ---------------- | --------------------- | ---------------- | --------------- | ------ |
| Okienko letnie |                    |                  |                       |                  |                 |        |
| PO             | Jean Paulista      | Maia             | transfer              | luty 2005        | bez odstępnego  | [ 4 ]  |
| PO             | Konrad Gołoś       | Polonia Warszawa | transfer              | marzec 2005      | bez odstępnego  | [ 5 ]  |
| BR             | Adam Piekutowski   | Widzew Łódź      | powrót z wypożyczenia | 30 czerwca       | –               | [ 37 ] |
| PO             | Marek Penksa       | Ferencváros      | transfer              | 26 lipca 2005    | bez odstępnego  | [ 38 ] |
| PO             | André Barreto      | Boavista         | transfer              | sierpień 2005    | 400 000 €       | [ 40 ] |
| PO             | Dariusz Dudka      | Amica Wronki     | transfer              | 29 lipca 2005    | 400 000 €       | [ 42 ] |
| PO             | Rafał Boguski      | ŁKS Łomża        | transfer              | 17 sierpnia 2005 | 300 000 zł      | [ 44 ] |
| NA             | Paweł Kryszałowicz | Amica Wronki     | transfer              | 30 sierpnia 2005 | 200 000 €       | [ 45 ] |
| Okienko zimowe |                    |                  |                       |                  |                 |        |
| OB             | Paweł Kaczorowski  | Legia Warszawa   | transfer              | grudzień 2005    | bez odstępnego  | [ 46 ] |
| BR             | Mariusz Pawełek    | Odra Wodzisław   | transfer              | styczeń 2006     | 150 000 €       | [ 47 ] |
| PO             | Norbert Varga      | Studențesc       | transfer              | 10 lutego 2006   | 400 000 €       | [ 48 ] |
| PO             | Jacob Burns        | Barnsley         | transfer              | 28 lutego 2006   | 50 000 €        | [ 50 ] |

1. ↑  Kontrakt początkowo miał obowiązywać od 1 lipca 2006

Kwoty transferowe bez podanego źródła oparto na podstawie Transfermarkt.
Stan na: 13 maja.

#### Odeszli
| Poz            | Nazwisko           | Nowy klub                    | Typ                   | Data transferu           | Kwota transferu | Źródło |
| -------------- | ------------------ | ---------------------------- | --------------------- | ------------------------ | --------------- | ------ |
| Okienko letnie |                    |                              |                       |                          |                 |        |
| PO             | Paweł Strąk        | Zagłębie Lubin               | transfer              | 14 czerwca 2005          | 500 000 zł      | [ 51 ] |
| OB             | Aleksander Kwiek   | Korona Kielce                | transfer              | 29 czerwca 2005          | bez odstępnego  | [ 52 ] |
| OB             | Sebastian Fechner  | Lechia Gdańsk                | transfer              | czerwiec 2005            | 20 000 €        | [ 53 ] |
| NA             | Temple Omeonu      | -                            | rozwiązanie kontraktu | czerwiec 2005            | –               | [ 54 ] |
| NA             | Maciej Żurawski    | Celtic Glasgow               | transfer              | 7 lipca 2005             | 3 100 000 €     | [ 6 ]  |
| OB             | Vlastimil Vidlička | Tescoma Zlín                 | koniec wypożyczenia   | 10 lipca 2005            | –               | [ 55 ] |
| NA             | Kelechi Iheanacho  | Drwęca Nowe Miasto Lubawskie | transfer              | 25 lipca 2005            | bez odstępnego  | [ 56 ] |
| OB             | Kamil Kuzera       | Widzew Łódź                  | wypożyczenie          | lipiec 2005              | –               | [ 57 ] |
| OB             | Mariusz Magiera    | Górnik Zabrze                | wypożyczenie          | lipiec 2005              | –               | [ 58 ] |
| OB             | Maciej Mysiak      | Lechia Gdańsk                | wypożyczenie          | lipiec 2005              | –               | [ 59 ] |
| PO             | Bartosz Iwan       | Widzew Łódź                  | wypożyczenie          | lipiec 2005              | –               | [ 60 ] |
| NA             | Tomasz Frankowski  | Elche                        | transfer              | 28 sierpnia 2005         | 900 000 €       | [ 61 ] |
| PO             | Kalu Uche          | UD Almería                   | transfer              | 30 sierpnia 2005         | 800 000 €       | [ 63 ] |
| PO             | Kamil Kosowski     | Southampton                  | wypożyczenie          | 31 sierpnia 2005         | 500 000 €       | [ 64 ] |
| PO             | Grzegorz Kmiecik   | GKS Bełchatów                | wypożyczenie          | sierpień - grudzień 2005 | –               | [ 65 ] |
| PO             | Grzegorz Kmiecik   | Polonia Warszawa             | wypożyczenie          | 9 lutego 2006            | –               | [ 66 ] |
| Okienko zimowe |                    |                              |                       |                          |                 |        |
| BR             | Adam Piekutowski   | Jagiellonia Białystok        | wypożyczenie          | 13 stycznia 2006         | –               | [ 67 ] |
| PO             | Martins Ekwueme    | Delta Warszawa               | koniec wypożyczenia   | 20 stycznia 2006         | –               | [ 68 ] |
| PO             | André Barreto      | Estrela Amadora              | wypożyczenie          | 30 stycznia 2006         | –               | [ 69 ] |
| OB             | Jacek Kowalczyk    | Polonia Warszawa             | rozwiązanie kontraktu | 9 lutego 2006            | –               | [ 70 ] |

Kwoty transferowe bez podanego źródła oparto na podstawie Transfermarkt.
Stan na: 13 maja.

#### Nowe kontrakty
| Poz            | Nazwisko      | Koniec kontraktu | Typ           | Źródło |
| -------------- | ------------- | ---------------- | ------------- | ------ |
| Okienko zimowe |               |                  |               |        |
| PO             | Mauro Cantoro | 31 grudnia 2009  | nowy kontrakt | [ 71 ] |

Stan na: 13 maja.

## Zarząd i sztab szkoleniowy

### Przed sezonem
Przed rozpoczęciem sezonu nastąpiły zmiany personalne w zarządzie i sztabie Wisły. Andrzej Pawelec zrezygnował z wiceprezesury ze względów zdrowotnych. 29 czerwca dymisję ze stanowiska prezesa piłkarskiej spółki złożył Janusz Basałaj. W trybie tymczasowym funkcję objął Zdzisław Kapka, dotychczasowy zastępca. Klub opuścił także Bogdan Basałaj, dyrektor finansowy odpowiedzialny za negocjacje transferowe. Z przewodniczenia radzie nadzorczej zrezygnował Huber Praski. Jego zadania przejął Bertrand Le Guern. Za porozumieniem stron rozwiązano kontrakt z trenerem Wernerem Lićką. Nowym szkoleniowcem został Jerzy Engel. W lipcu obowiązki kierownika drużyny przejął Marek Konieczny, zastępując Kazimierza Moskala, który dołączył do sztabu w roli asystenta.

### Runda jesienna
24 października Bogusław Cupiał zwolnił byłego trenera reprezentacji Polski. Za kadencji Engela klub rozegrał łącznie 20 meczów - 15 oficjalnych i 5 sparingowych. Wygrał 11 z nich. Do końca rundy jesiennej opiekę nad pierwszym zespołem tymczasowo przejęli Tomasz Kulawik i Kazimierz Moskal.
Na początku listopada odwołano z funkcji pełniącego obowiązki prezesa Zdzisława Kapkę przez kontrowersje związane z ujawnieniem przez media kulis współpracy z menedżerem Adamem Mandziarą, który domagał się zapłacenia przez Wisłę ponad 600 tys. euro z tytułu pośrednictwa w transferach Jakuba Błaszczykowskiego oraz Macieja Żurawskiego. Obowiązki prezesa jako oddelegowany przedstawiciel rady nadzorczej pełnił Andrzej Baś do rezygnacji w ostatnim tygodniu grudnia.
8 grudnia podpisano kontrakt z Danem Petrescu, który objął Wisłę od stycznia 2006 roku. W nowym roku nastąpiły zmiany personalne w sztabie szkoleniowym. Zajęcia z bramkarzami przejął Dan Stingaciu, a Pojar Cristinel dołączył w roli drugiego trenera. Za przygotowanie fizyczne pierwszego zespołu odpowiedzialny został Michele Bonn. Na stanowisku asystenta pozostał Kazimierz Moskal. Trenerzy pracujący dotychczas z podstawowym składem zostali przesunięci do zajęć z drużyną rezerw i juniorów. Treningi drugiego zespołu powierzono Bogusławowi Pietrzakowi.

### Przerwa zimowa
Przed końcem roku na stanowisko prezesa zarządu piłkarskiej spółki został powołany Ludwik Miętta-Mikołajewicz, który jednocześnie kierował Towarzystwem Sportowym. Z funkcji wiceprezesa zarządu ds. sportowych odwołano Kapkę. W krakowskim klubie pozostał w roli doradcy zarządu ds. kontaktów z klubami piłkarskimi do 28 lutego 2006 roku, gdy za porozumieniem stron rozwiązano umowę o współpracy. Skład rady nadzorczej z rekomendacji Miętty-Mikołajewicza uzupełnił Krystian Rogala, dołączając do krakowskich prawników, Zbigniewa Zawartki i Tomasza Turzańskiego.
W ostatnim dniu stycznia Grzegorz Mielcarski złożył dymisję ze stanowiska dyrektora sportowego, motywując decyzję brakiem porozumienia z zarządem klubu co do zakresu obowiązków i zwolnieniem Mario Branco, skauta międzynarodowego Wisły od lipca 2005 roku. Rada nadzorcza piłkarskiej spółki zaoferowała natychmiastowe objęcie funkcji wiceprezesa zarządu ds. sportowych, jednak Mielcarski podtrzymał swoją rezygnację i przestał być pracownikiem klubu od 6 lutego. W następnym dniu na funkcję dyrektora organizacyjnego, odpowiedzialnego za prace pionu sportowego, powołano Jakuba Jarosza. W kolejnym tygodniu odpowiedzialnym za ocenę sportową ofert transferowych został Kazimierz Moskal. 

### Personel
| Stanowisko                      | Imię i nazwisko            | Uwagi                                |
| ------------------------------- | -------------------------- | ------------------------------------ |
| Prezes                          | Ludwik Miętta-Mikołajewicz | od 28 grudnia 2005                   |
| Prezes                          | Andrzej Baś (p.o)          | 1 listopada – 28 grudnia 2005        |
| Prezes                          | Zdzisław Kapka (p.o.)      | 29 czerwca – 1 listopada 2005        |
| Wiceprezes                      | Romualda Piotrowska        | od 18 marca 2005                     |
| Wiceprezes                      | Zdzisław Kapka             | 21 lipca 2005 – 2 lutego 2006        |
| Wiceprezes                      | Andrzej Pawelec            | 18 marca – 21 lipca 2005             |
| Przewodniczący rady nadzorczej  | Andrzej Baś                | 5 października – 22 grudnia 2005     |
| Przewodniczący rady nadzorczej  | Witold Górka               | 1 września – 28 października         |
| Przewodniczący rady nadzorczej  | Bertrand Le Guern          | 21 lipca – 1 września 2005           |
| Członkowie rady nadzorczej      | Krystian Rogala            | od 2 lutego 2006                     |
| Członkowie rady nadzorczej      | Tomasz Turzański           | od 19 grudnia 2005                   |
| Członkowie rady nadzorczej      | Andrzej Baś                | 28 października – 2 lutego 2006      |
| Członkowie rady nadzorczej      | Zbigniew Zawartka          | 28 października 2005 – 2 lutego 2006 |
| Członkowie rady nadzorczej      | Ludwik Miętta-Mikołajewicz | 21 lipca – 28 grudnia 2005           |
| Członkowie rady nadzorczej      | Ireneusz Reszczyński       | 21 lipca – 28 października 2005      |
| Członkowie rady nadzorczej      | Witold Górka               | 28 kwietnia – 21 lipca 2005          |
| Członkowie rady nadzorczej      | Antoni Kasprzyk            | 28 kwietnia – 21 lipca 2005          |
| Trener                          | Dan Petrescu               | od 8 grudnia 2005                    |
| Trener                          | Tomasz Kulawik             | 24 października – 8 grudnia 2005     |
| Trener                          | Jerzy Engel                | 30 czerwca – 24 października 2005    |
| Asystent trenera                | Pojar Cristinel            | od 8 grudnia 2005                    |
| Asystent trenera                | Kazimierz Moskal           | od 2 lipca 2005                      |
| Dyrektor sportowy               | Jakub Jarosz               | od 6 lutego 2006                     |
| Dyrektor sportowy               | Grzegorz Mielcarski        | 26 listopada 2005 – 6 lutego 2006    |
| Trener przygotowania fizycznego | Michele Bon                | od 9 stycznia 2006                   |
| Trener przygotowania fizycznego | Ryszard Szul               | 2001 – 8 grudnia 2005                |
| Kierownik drużyny               | Marek Konieczny            | od 2 lipca 2005                      |
| Trener bramkarzy                | Dan Stingaciu              | od 8 grudnia 2005                    |
| Trener bramkarzy                | Marek Holocher             | sezon 2002/2003 – 8 grudnia 2005     |
| Masażysta                       | Zbigniew Woźniak           | od 21 czerwca 1989                   |
| Fizjolog                        | Andrzej Bahr               | od 2006                              |
| Lekarz                          | Mariusz Urban              | od 1997                              |
| Wisła II Kraków                 |                            |                                      |
| Trener                          | Bogusław Pietrzak          | od grudnia 2005                      |

Stan na: 13 maja 2006.
 Daty pełnienia funkcji w radzie nadzorczej na podstawie wpisów w Centralnej Informacji Krajowego Rejestru Sądowego.